# Persone di nome Anderson
| Questa pagina contiene informazioni ricavate automaticamente dalle voci biografiche con l'ausilio del template Bio e di un bot. L'aggiornamento è periodico e automatico e ricostruisce completamente la pagina. Se manca una persona in questa lista, sei pregato di non aggiungerla, ma accertati piuttosto che la sua voce biografica contenga il template Bio e che i dati anagrafici siano correttamente compilati. Se il template Bio manca, inseriscilo tu stesso o, in alternativa, metti l'avviso {{tmp\|Bio}} che ne segnala la mancanza. Se i dati riportati sono sbagliati, correggi direttamente la voce biografica; le modifiche saranno visibili in questa lista entro pochi giorni. Per chiarimenti vedi il progetto antroponimi. La lista contiene solo le 68 persone che sono citate nell'enciclopedia e per le quali è stato implementato correttamente il template Bio. Pagina aggiornata al 7 apr 2025. |

Questa è una lista di persone presenti nell'enciclopedia che hanno il nome Anderson, suddivise per attività principale.

## Allenatori di calcio(4)
- Anderson Luís de Abreu Oliveira, allenatore di calcio e ex calciatore brasiliano (Porto Alegre, n. 1988)
- Anderson Cléber Beraldo, allenatore di calcio e ex calciatore brasiliano (San Paolo, n. 1980)
- Babú, allenatore di calcio e ex calciatore brasiliano (San Paolo, n. 1980)
- Tcheco, allenatore di calcio e ex calciatore brasiliano (Curitiba, n. 1976)

## Allenatori di calcio a 5(1)
- Anderson Vasconcelos Pellegrini, allenatore di calcio a 5 e ex giocatore di calcio a 5 brasiliano (San Paolo, n. 1975)

## Allenatori di pallavolo(1)
- Anderson Rodrigues, allenatore di pallavolo e ex pallavolista brasiliano (Rio de Janeiro, n. 1974)

## Arbitri di calcio(1)
- Anderson Daronco, arbitro di calcio brasiliano (Santa Maria, n. 1981)

## Artisti marziali misti(1)
- Anderson Silva, ex artista marziale misto e ex pugile brasiliano (San Paolo, n. 1975)

## Cestisti(4)
- Anderson Varejão, ex cestista brasiliano (Santa Teresa, n. 1982)
- Pedro Chourio, cestista venezuelano (Maracaibo, n. 1990)
- Anderson Hunt, ex cestista statunitense (Detroit, n. 1969)
- Anderson Schutte, ex cestista brasiliano (Curitiba, n. 1975)

## Giavellottisti(1)
- Anderson Peters, giavellottista grenadino (Parrocchia di Saint Andrew, n. 1997)

## Giocatori di calcio a 5(2)
- Anderson Luiz Schmitt, giocatore di calcio a 5 brasiliano (Blumenau, n. 1984)
- Anderson de Andrade, ex giocatore di calcio a 5 brasiliano (Quedas do Iguaçu, n. 1976)

## Giornalisti(1)
- Anderson Cooper, giornalista, conduttore televisivo e scrittore statunitense (New York, n. 1967)

## Politici(1)
- Drew Ferguson, politico statunitense (Valley, n. 1966)